# Accuracy International
Accuracy International – brytyjski producent broni z siedzibą w Portsmouth, najbardziej znany z serii karabinów wyborowych Accuracy International Arctic Warfare. Przedsiębiorstwo zostało założone w 1978 roku przez brytyjskiego medalistę olimpijskiego w strzelectwie Malcolma Coopera. Broń tej firmy znajduje się obecnie na wyposażeniu wielu sił zbrojnych i policyjnych na całym świecie.
Karabiny tej marki osiągnęły sukces w znacznej mierze w wyniku specyficznych założeń branych pod uwagę w procesie projektowania. Kolby są projektowane ze szczególnym uwzględnieniem zasad ergonomii. Wygoda w trzymaniu broni wraz ze zmniejszeniem odrzutu poskutkowało zwiększeniem precyzji strzelania z tych karabinów. Lufę można wymienić w warunkach polowych w ciągu około 15 minut, co umożliwia stosowanie amunicji różnych kalibrów w zależności od wymagań misji. Ponadto, dzięki temu, że mechanizmy zamka są wtopione w aluminiową ramę, co zapobiega ich ruchom po zaryglowaniu zamka, broń jeszcze bardziej zyskuje na celności.
Przedsiębiorstwo Accuracy International zostało postawione w stan likwidacji w 2005 roku i wykupione przez brytyjskie konsorcjum. W wyniku tego Dave Walls, Tom Irwin i Paul Bagshaw stali się właścicielami spółki. Dave Walls był jednym z założycieli spółki w 1978 roku.